# Bussby
Bussby (estlandssvenskt uttal: bussbe) var en by på Ormsö i Estland. Platsen tillhör Ormsö kommun och landskapet Läänemaa.
Bussby låg på öns västkust vid Västerviken. Västerviken avgränsas i söder av halvön Hovsholmen och utanför viken ligger Hares sund (estniska: Hari kurk) som skiljer Dagö i väster från Ormsö. Norr om Bussby låg Förby och österut öns nuvarande centralort Hullo. 
Bussby var den största byn på Ormsö. Byn nedlades år 1604 då godset Magnushov uppfördes på dess marker. Efter 1919, under Estlands självständighetstid, skapades av dess mark en ny by, vars jord gavs till frihetskämpar och småbrukare. 
Förleden innehåller det svenska ordet buske. Det är möjligtvis de på platsen vanligt förekommande enbuskarna som har varit namngivande.